# Copa de Competencia 1952
La Copa de Competencia de 1952, también conocida como Copa de Competencia «Trofeo AFA», fue la última edición de esta competencia. Fue organizada por la Asociación de Fútbol Argentino.
El certamen fue disputado por equipos de la Primera División, Primera División B y algunos campeones de ligas regionales.
Previo a la disputa de los octavos de final, la competencia fue suspendida, y luego cancelada, debido al fallecimiento de Eva Perón.

## Sistema de disputa
Se jugó por eliminación directa a un solo partido. En caso de empate se jugó tiempo suplementario y, en caso de persistir, avanzó el equipo que más córner haya ejecutado.
De los participantes, 8 accedieron directamente a la Fase final.

## Equipos participantes

### Primera División
| Atlanta                 | Banfield           | Boca Juniors           | Chacarita Juniors |
| Estudiantes de La Plata | Ferro Carril Oeste | Huracán                | Independiente     |
| Lanús                   | Newell’s Old Boys  | Platense               | Racing Club       |
| River Plate             | Rosario Central    | San Lorenzo de Almagro | Vélez Sarsfield   |

### Primera División B
| All Boys | Almagro | Colón | Gimnasia y Esgrima La Plata | Quilmes |

### Liga Cordobesa de Fútbol
| Talleres |

### Federación Tucumana de Fútbol
| Atlético Tucumán |

### Liga Mendocina de Fútbol
| Godoy Cruz Antonio Tomba |

## Fase preliminar
Fue disputada por los campeones de 1951 de 3 ligas regionales, los 9 peores de la Primera División 1951 y los 4 mejores de la Primera División B 1951.
| 30 de marzo | Atlético Tucumán | 1:3     | Estudiantes de La Plata      | Monumental José Fierro, San Miguel de Tucumán |  |
|             | Herrera          | Reporte | Pogliano · Antonio · Infante |                                               |  |

| 30 de marzo | Godoy Cruz Antonio Tomba   | 3:4     | Ferro Carril Oeste            | Bautista Gargantini, Mendoza |  |
|             | Carbajal · Moral · Cipolla | Reporte | · Salvucci · Piovano · Runzer |                              |  |

| 30 de marzo | Newell’s Old Boys | 1:2 (1:1) (t. s.) | All Boys       | Gigante de Arroyito, Rosario |  |
|             | Chorcuetti        | Reporte           | Rógora · Danon |                              |  |

| 30 de marzo | Talleres (C)     | 3:1     | Rosario Central | Boutique de Barrio Jardín, Córdoba |  |
|             | Gambino · Cuello | Reporte | Di Loreto       |                                    |  |

| 2 de abril | Atlanta   | 1:2     | Colón             | El Gasómetro, Buenos Aires |  |
|            | Medinilla | Reporte | Leanza · Ferreira |                            |  |

| 23 de julio | Chacarita Juniors | 3:4     | Gimnasia y Esgrima La Plata    | Atlanta, Buenos Aires |  |
|             | Esquide · Campana | Reporte | Martínez · Eiras · 85' Chirico |                       |  |

| 23 de julio | Huracán         | 2:2 (t. s.) (9:10 c.) | Almagro             | El Gasómetro, Buenos Aires |  |
|             | López · Ricagni | Reporte               | Planisi · Fernández |                            |  |

| 23 de julio | Platense                   | 5:1     | Quilmes | La Bombonera, Buenos Aires |  |
|             | Torello · Geronis · Sayago | Reporte | Paraja  |                            |  |

## Fase final
Los 8 ganadores de la Fase preliminar iban a enfrentarse con los 8 mejores de la Primera División de 1951.
| 8 de agosto | Banfield | vs. | Estudiantes de La Plata |  |  |

| 8 de agosto | Boca Juniors | vs. | Gimnasia y Esgrima La Plata |  |  |

| 8 de agosto | Colón | vs. | Lanús |  |  |

| 8 de agosto | Independiente | vs. | Almagro |  |  |

| 8 de agosto | Racing Club | vs. | Platense |  |  |

| 8 de agosto | River Plate | vs. | All Boys |  |  |

| 8 de agosto | San Lorenzo de Almagro | vs. | Ferro Carril Oeste |  |  |

| 8 de agosto | Vélez Sarsfield | vs. | Talleres (C) |  |  |